# Maihueniopsis atacamensis
Maihueniopsis atacamensis ist eine Pflanzenart in der Gattung Maihueniopsis aus der Familie der Kakteengewächse (Cactaceae). Das Artepitheton atacamensis verweist auf das Vorkommen der Art in höheren Gebirgslagen der chilenischen Region Atacama.

## Beschreibung
Maihueniopsis atacamensis bildet dichte aufgewölbte Polster von 60 bis zu 80 Zentimeter Durchmesser und bis zu 30 Zentimeter Höhe. Die eiförmigen bis konischen Triebabschnitte sind bis zu 2,5 Zentimeter lang. Die bis zu 30 sehr eng beieinander stehenden, mit Glochiden besetzten Areolen sind bis weit hinunter an den Triebabschnitte vorhanden. In der oberen Hälfte der Triebabschnitte entspringen ihnen Dornen. Die ein bis zwei aufrechten, geraden, gerundeten bis etwas abgeflachten, gelben bis nahezu dunkel roten, gestreiften Mitteldornen sind bis zu 2,5 Zentimeter lang. Die ein bis zwei (selten bis zu vier) weggebogenen Randdornen sind 2 bis 3 Millimeter lang.  
Die gelben oder orangefarbenen Blüten weisen eine Länge von bis zu 4 Zentimeter auf. Ihr unbedorntes Perikarpell ist mit Glochiden besetzt. Die kugelförmigen, grünen Früchte sind entlang ihres oberen Randes mit Areolen besetzt.

## Verbreitung und Systematik
Maihueniopsis atacamensis ist in der chilenischen Region Atacama südlich des Salzsees Salar de Atacama verbreitet.
Die Erstbeschreibung als Opuntia atacamensis erfolgte 1860 durch Rudolph Amandus Philippi. Friedrich Ritter stellte die Art 1980 in die Gattung Maihueniopsis. Weitere nomenklatorische Synonyme sind Pseudotephrocactus atacamensis (Phil.) Frič (1933) und Tephrocactus atacamensis (Phil.) Backeb. (1936).

## Nachweise